# Simoselaps littoralis
Espèce
Synonymes
- Vermicella bertholdi littoralis Storr, 1968

Statut de conservation UICN

 LC  : Préoccupation mineure
Simoselaps littoralis est une espèce de serpents de la famille des Elapidae.

## Répartition
Cette espèce est endémique d'Australie-Occidentale. Elle se rencontre le long de la côte ouest du North West Cape et à Cervantes.

## Publication originale
- Storr, 1968 : The genus Vermicella (Serpentes : Elapidae) in Western Australia and the Northern Territory. Journal of the Royal Society of Western Australia, vol. 50, p. 80-92.